# Château de la Rivière-Bourdet
Le château de la Rivière-Bourdet est une demeure du XVIIe siècle qui se dresse sur le territoire de la commune française de Quevillon, dans le département de la Seine-Maritime, en région Normandie.
Le château, propriété privée non ouverte à la visite, est partiellement inscrit au titre des monuments historiques.

## Localisation
Le château est situé, en bordure de la Seine, dans la commune de Quevillon, dans le département français de la Seine-Maritime.

## Historique
Au XIIIe siècle, un premier château est édifié par Étienne Bourdet, qui donne son nom à ce domaine. Au XVe siècle, la seigneurie de la Rivière est acquise par Jean Durand, négociant rouennais, et entre, par alliance, dans la famille parlementaire des Maignard de Bernières qui la conserva jusqu'en 1734.
Il est mis à sac en 1570. Il est probablement reconstruit dans les années 1620 à l'initiative de Charles II Maignard de Bernières,.
Voltaire y séjourne en 1724, invité par la dernière marquise de Bernières. Il y écrit en partie Mariamne et  La Henriade. En 1734, le château passe par alliance à Jacques du Moucel de Lorailles, président à mortier au Parlement de Normandie.
Sous la Restauration la demeure est la possession de la duchesse de Fitz-James. Honoré de Balzac y fait des séjours en 1834 et 1835 et s'en inspire pour le château de Rosembray, décrit dans son son roman Modeste Mignon,.
Le château se transmet, toujours par succession, de 1862 à 1940, à la famille de Montholon-Sémonville, puis Brillet de Candé  .
Occupé pendant la guerre, il sert de camp scolaire en 1944 pour 200 enfants du Havre, de Dieppe et de Rouen. Un bombardement endommage l'aile sud du château en juillet 1944. Il connaît ensuite une période d'abandon.
Vendu en 1962, il devient en 1966 une maison de retraite, jusqu'en 1995. En 2011, il est la propriété de Chantal Trapes et de sa sœur, qui en ont hérité de leurs parents .
Le chartrier de La Rivière-Bourdet est déposé aux archives départementales de la Seine-Maritime, série 30 J.

## Description
Le château, qui est l'une des plus grandes demeures des environs de Rouen, fut très fortement restauré vers 1865 par la princesse de Montholon-Sémonville.
À voir également, les écuries néoclassiques, malheureusement ruinées.

## Protection
Les façades et toitures du château et du colombier sont inscrites au titre des monuments historiques par arrêté du 30 novembre 1934.